# 7-й Харківський корпус (Українська Держава)
7-й Харківський корпус — військовий корпус Армії Української Держави. Формування корпусу розпочалося 17.04.1918 року з наказу Військового міністра Центральної Ради В. Жуківського. Станом на 16 липня 1918 7-й Харківський корус складався з кадрів 13-ї (колишньої 42-ї) та 14-ї (колишньої 31-ї) піших дивізій, 3-ї кінної (колишньої 10-ї кавалерійської) дивізії, 13-ї та 14-ї легких гарматних бригад, 7-ї важкої гарматної бригади, 7-го гірського гарматного полку, 7-го інженерного куреня, 7-го окремого панцирного дивізіону, 7-ї автоколони, 7-го радіотелеграфного дивізіону. 
Насправді склад корпсу був вкрай малим. Настрої — пробілогвардійські. Начальником корпусу ще 17 квітня 1918 було призначено генерального значкового Петра Волкобоя, однак з Києва до Харкова він так ніколи і не прибув. З 18.10.1918 начальником корпусу був генеральний хорунжий Олександр Лігнау, а його начальником штабу — генеральний хорунжий Павло Панченко-Криворотенко, обидва білогвардійської орієнтації. З дозволу останніх у Харкові вільно діяли вербункові бюро різних білогвардійських формувань: Добровольчої, Південної, Північної, Астраханської армій. Діяльність цих вербувальних пунктів було припинено лише з Антигетьманським повстанням.

## Склад корпусу
- 13-та піша дивізія
- 49-й (37-й) піший Бірючський полк
- 50-й (38-й) піший Купянський полк
- 51-й (скасований) піший Старобільський полк
- 52-й (скасований) піший Слов'яно-Сербський полк - 10 липня - 20 листопада 1918 Гаєвський Ксенофонт Ксенофонтович.
- 14-та піша дивізія
- 53-й (39-й) піший Харківський полк
- 54-й (41-й) піший Корочанський полк
- 55-й (42-й) піший Валкський полк
- 56-й (40-й) піший Ізюмський полк

## Антигетьманське повстання
12 листопада 1918 року до Харкова прибув на відпочинок 2-й Запорізький полк полковника Петра Балбочана. В ніч з 15 на 16 листопада 1918 цей полк здійснив у Харкові державний переворот: губернський староста та командування 7-го Харківського корпусу були усунуті від влади. Арешт начальника корпусу генерала О. Лігнау та роззброєння кадрових частин, що знаходилися у Харкові, провів сотник Петро Дяченко — командир кінної сотні 2-го Запорізького полку. Арешт і роззброєння відбулось без будь-якого спротиву з боку старшин.
Полковник П. Болбочан, який став головнокомандувачем усіх збройних сил Директорії на Харківщині, дозволив усім старшинам кадрових частин, що бажали згодом перейти до складу Збройних Сил Півдня Росії А. І. Денікіна, виділитися в окремий офіцерський загін. Попри це, у 7-му корпусі залишалася досить велика кількість кадрового складу. Однак, частини корпусу були досить погано одягнуті та озброєні. У своїй доповіді від 24 грудня 1918 новий начальник корпусу військовий старшина Понтій Мироненко-Васютинський зазначав наступне:
|  | Корпус почав своє формування ще при Центральній Раді і продовжував цю працю протягом усього безталанного Гетьманського плянування. Кадр набирався з дуже великим розбором і мало. Підстаршин в Гетьманську Армію поступало мало. Військового майна на Харківщині зосталось мало, бо більша частина була забрана отступавшими більшовиками, а друга німцями. Гетьманський уряд хотів мати тільки кадр старшин і підстаршин, а призова новобранців боявся - для нього було ясно, що така армія його попорою не буде. Гірш усього була справа з постачанням: обмундіровання, амуніції й особливо зброї. Усе це майно знаходилось головним чином на Кивщині, Полтавщині, Волині, Катеринославщині і добре пильнувалося німцями. Наряди на ці речі були одержані лише в листопаді місяці, а командировані за цим майном на Київщину, Волинь й Катеринославщину старшини-прийомщики змогли тільки телеграфувати, що німці ніякого майна вивозити із склепів не дають. |

## У Дієвій армії УНР
Штаб Дієвої армії УНР наказав перевезти кадри 7-го Харківського корпусу на Волинь: у район Рівне-Луцьк-Дубно. Перевезення відбулося досить швидко. Станом на 11 січня 1919 р. він розташовувався на новому місці, маючи у своєму складі 862 старшин, 1185 козаків та 26 кулеметів.

## Розформування
Тривалий час командування корпусу сподівалося, що отримає поповнення для розгортання своїх кадрових частин. Але ці сподівання не здійснилися: на початку лютого 1919 р. боротьба з більшовиками почалась на Правобережній Україні. Мобілізована волинська та подільська молодь вступала на укомплектування бойових частин, і можливості сформувати 7-й Харківський корпус уже не залишилося. У зв'язку з цим 22 лютого 1919 р. штаб Дієвої армії УНР видав наказ про переведення кадрів 7-го Харківського корпусу на поповнення Північної групи під командуванням отамана Оскілка. Остаточно 7-й Харківський корпус було скасовано наказаом штабу Дієвої армії УНР від 5 березня 1919 р.

## Командування
- генеральний значковий Волкобій Петро Миронович (17.04.1918 - 18.10.1918)
- генеральний хорунжий Олександр Лігнау (18.10.1918 - листопад 1918)
- військовий старшина Понтій Мироненко-Васютинський (листопад 1918 - січень 1919)
- генеральний хорунжий Іван Феденяк-Білинський (січень 1919 до розформування)